# Playa de Las Poleas
43°34′14.82″N 6°55′27.5″O / 43.5707833, -6.924306
La playa de Las Poleas es una pequeña playa en forma de concha situada en el  concejo de Tapia de Casariego, Principado de Asturias, España junto a la localidad de San Antonio. Tiene asistencia muy escasa ya que el lecho es de piedra y arena oscura muy gruesa. Tiene una longitud de unos 115 m y una anchura media de 10 m. Los accesos son peatonales y de fácil y escaso recorrido; menos de 500 m. El nivel de urbanización de la zona que la rodea es escaso.
El nombre de la playa le viene de que en ella se empleaban antiguamente unos sistemas de poleas para sacar de la playa a la parte superior del acantilado ocle y piedras de las cuales ya solo quedan tres vigas que, hoy en día, solo tienen el valor de ser referencia visual para localizar la playa. Para acceder a ella desde la N 634 hay que llegar a un pequeño núcleo urbano llamado «San Antonio», que aunque no tiene la señalización correspondiente, se accede por el camino inmediatamente posterior a la entrada a  Tapia si se circula en dirección oeste-este se llega a una capillita donde hay que coger un camino asfaltado en dirección norte.
La playa está rodeada por un pequeño acantilado, que se puede descender con precaución y acceder hasta el nivel del mar. Las actividades recomendadas son la pesca recreativa y la  submarina. No tiene ningún tipo de servicios y no es recomendable ir con niños.